# 旱田

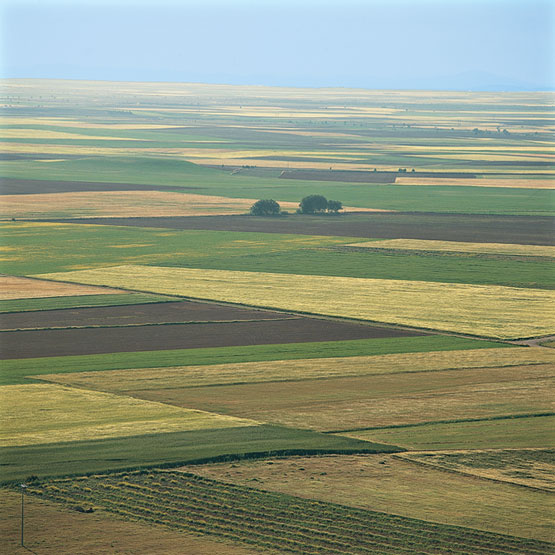

旱田，不用蓄水且無灌溉設施的耕地，多用於種植不需要大量水分的農作物，例如花生、棉花、小麥等。相對於旱田的是水田，多用於種植稻米或其他半水生農作物。
旱田多見於氣候較為乾燥的地區，例如中國東北、黄土高原、朝鮮半島北部、北海道等地。在氣候濕潤的地區，若地勢較高或離水源較遠而且缺乏灌溉設施，亦多採用這種耕作方式。